# Barrio de las Golondrinas
Barrio de las Golondrinas är en ort i Mexiko.   Den ligger i kommunen Aquismón och delstaten San Luis Potosí, i den centrala delen av landet, 240 km norr om huvudstaden Mexico City. Barrio de las Golondrinas ligger 749 meter över havet och antalet invånare är 183.
Terrängen runt Barrio de las Golondrinas är bergig. Runt Barrio de las Golondrinas är det ganska tätbefolkat, med 134 invånare per kvadratkilometer. Närmaste större samhälle är Tampate, 8,2 km nordost om Barrio de las Golondrinas. I omgivningarna runt Barrio de las Golondrinas växer i huvudsak städsegrön lövskog.